# Smeringopina camerunensis
Smeringopina camerunensis is een spinnensoort uit de familie trilspinnen (Pholcidae). De soort komt voor in Kameroen.